# Морозов Олександр Олексійович
Олександр Олексійович Морозов (рос. Александр Алексеевич Морозов; 16 липня 1973, Куйбишев, нині Самара) — російський артист естради, гуморист, телеведучий, актор.
У «Кривому Дзеркалі» часто виконує ролі дівчат-«дурнушок», що виходять у Морозова особливо ефектними.
Фігурант бази даних центру «Миротворець».

## Біографія
Народився 16 липня 1973 року в м. Самара. Навчався в середній школі № 128 м. Самара. Займався в театральних гуртках. Закінчив училище — електрозварювальник з червоним дипломом. У 1995 році закінчив режисерський факультет Самарського державного інституту мистецтв і культури.
Викладав акторську майстерність та сценічний рух в Московському інституті телебачення і радіомовлення. Працював у театрі клоунади Терези Дурової. Брав участь у програмі «Сміхач» в дуеті з Яном Арлазаровым.
У 1999 році став лауреатом Всеросійського конкурсу артистів естради «Кубок гумору».
Вів власне кулінарне шоу «Зірковий холодильник». Один з учасників театру «Брати по Розуму» (разом з В. Розумовським і Михайлом Церишенко). Грає в антерпризних виставах. Бере участь у концертах Євгена Петросяна (клоун Ітак). Член журі Ялтинського міжнародного фестивалю гумору та естрадних мистецтв. Постійний учасник передач «Сміхопанорама», «Криве Дзеркало», «Петросян Шоу». Знімався в кіножурналі «Єралаш». Учасник шоу «Вишка» і «Це смішно».
У 2012 році брав участь у передачі «Запрошує Борис Ноткин» ("Приглашает Борис Ноткин"), в 2013 році в передачі «Давай одружимося»).
У 2017 році для передплатників телеканалу youtube дав інтерв'ю.

## Особисте життя
А. Морозов був одружений неофіційно шість разів (офіційно один раз). «Ну і такий момент: шість дружин у мене було — треба б і сьому знайти, латиноамериканський танець, наприклад, запально станцювати».

## Творчість
Олександр Морозов працює в жанрах клоунади і буфонади. Дуже любить «чорний гумор».

### Фільмографія
- 2016 — «Любовь и сакс»

- 2004 — «Подарок судьбы»

### Театральні роботи
- «Убей меня, любимая»
- «Отель 18+»
- «Размороженный»
- «Часы с кукушкой» (за п*єсою Л. Філатова)
- «Незамужние невесты»
- «Просто Карлсон»

### Кулінарне шоу
В одному з інтерв'ю А. Морозов так сказав про свою телевізійну роботу: «...деякий час тому у мене на телеканалі „Довіра“ була своя кулінарна передача „Зоряний холодильник“. Я приходив у гості до „зоряних зірок“, потрошив їх холодильники, і ми разом щось писали. Але це був не стільки розповідь про приготуванні страв, скільки привід поспілкуватися. Передача виходила по неділях, у неї був дуже високий рейтинг. Однак деякі дивні люди з цього каналу прийняли рішення змінити ведучого. Божевільні! Вони не знали, як мене бабусі люблять!».

## Хобі
У вільний час захоплюється риболовлею. Дуже любить відпочивати на Кубі: «У мене є одна улюблена країна, моя любов – це Куба. Якщо я десь буваю, то волію знайомитися з людьми, а не лежати на пляжі. Тому і закохався в Кубу, зблизився з цією країною. Коли приїхав туди, оселився в місцевому селі, жив серед простих людей, у нас виникла любов з першого погляду. Кубинці дуже люблять росіян ще з того, радянського періоду, вони відкриті, але при цьому дуже бідні».

## Нагороди
- Гран-Прі (Міжнародний конкурс артистів естради пам'яті Аркадія Райкіна)
- Кубок Гумору (Всеросійський конкурс артистів естради)